# Panther II – Eiskalt wie Feuer
Panther II – Eiskalt wie Feuer ist ein Film nach dem Buch Clause de style von Frédéric Fajardie mit Alain Delon und Michel Serrault in den Hauptrollen. Regie führte José Pinheiro.

## Handlung
Kommissar Scatti hat in der Pariser Polizei eine faschistische Geheimorganisation installiert, die sich zur Aufgabe gemacht hat, Verbrecherbosse und andere Feinde der Republik auszumerzen. Als drei Unterweltgrößen das Zeitliche segnen, wird Kommissar Grindel auf den Fall angesetzt, um die Polizei nicht in einem schlechten Licht da stehen zu lassen. Grindel bekommt zwei Mitarbeiter Lutz und Pèret. Lutz ist Mitglied von Scattis Organisation. 
Als ein Zeuge sich meldet, wird dieser während des Telefonats von Gendarmen hingerichtet. Die Gendarmen werden, nachdem sie Scatti um mehr Befugnisse gebeten haben, ebenfalls beseitigt. Grindel wendet sich an einen alten Freund aus der Unterwelt, bevor dieser aber Nachforschungen anstellen kann, wird er von Lutz mit einer Armbrust getötet. Scatti verurteilt die Tat, da sie zu viel aufsehen erregt habe und unnötig gewesen sei. Grindel erkennt, dass Lutz falschspielt, und will ihn verhaften. Lutz entzieht sich der Verhaftung, indem er sich aus dem Fenster stürzt. Ginzbaum, ein Gendarm, vertraut sich Grindel an und gibt ihm zu verstehen, dass Inspektor Latueva für die Rekrutierung der Geheimorganisation zuständig ist. Dieser jedoch begeht regelrecht zeremonisch Selbstmord, bevor Grindel ihn festnehmen kann. Zur gleichen Zeit ist Ginzbaum in der Toilette massakriert worden. 
Pèret bekommt von Spiero das Angebot, Verhandlung mit Scatti zu führen. Grindel gerät in einen Feuerüberfall, den er leicht verletzt übersteht. Pèret kommt zu dem Treffen und stellt zu spät fest, dass es sich um ein Exekutionstribunal für ihn handelt. Scatti richtet ihn mit drei Kugeln hin. Kommissar Grindel ist außer sich und mobilisiert alle Kräfte, diese Organisation zu zerschlagen. Sein Chef Cazalieres will Grindel den Fall abnehmen, doch Grindel will Scatti sehen. Scatti erscheint bewaffnet mit seinen Männern in der Hoffnung, Grindel endlich zu beseitigen. Doch Grindel hat das Gebäude umstellen lassen und fordert die Aufgabe der Beteiligten. Er muss erkennen, dass auch Cazalieres darin verwickelt ist. Grindel schottet das Büro ab und richtet Scatti per Kopfschuss hin. Zuhause gesteht er seiner Freundin, dass er den Dienst quittiert hat.

## Kritiken
„Ein psychologisch und ideologisch vordergründiger Kriminalfilm voller selbstzweckhafter Brutalitäten, ganz zugeschnitten auf den Hauptdarsteller.“

„Zynischer Thriller mit Selbstdarsteller Delon.“

„Sehr harter, mitunter sprunghaft inszenierter Actionthriller mit Superstar Alain Delon (in der Titelrolle und als Produzent), der bei jeder sich bietenden Gelegenheit seine ungebrochene Männlichkeit zur Schau stellt. Regisseur José Pinheiro, der schon mit „Panther I“ einen Videohit lieferte, führt diesmal die faschistischen ‚Republikaner‘ als machtversessene Gegner ins Feld. Die vordergründige Auseinandersetzung mit deren Zielen dient oft nur als Folie für ausgedehnte Feuergefechte und zynische Gewalt.“